# Fuga de capitais
A fuga de capitais, em economia, ocorre quando dinheiro ou ativos escoam rapidamente para fora de um país, por conta de um evento de consequências econômicas ou como resultado de um acontecimento político, como uma mudança de regime ou globalização econômica. Esses eventos políticos e econômicos podem ser tais como um aumento nos impostos sobre o capital ou sobre os detentores de capital, ou o incumprimento do governo do país de suas dívidas, o que atrapalha os investidores e faz com que diminuam o valor de seus ativos naquele país, ou de alguma outra forma a perda da confiança de sua força econômica.
Isso leva a um desaparecimento de riqueza, e geralmente vem acompanhado de uma queda acentuada na taxa de câmbio do país afetado - depreciação, em um regime de taxa de câmbio variável, ou uma desvalorização forçada, em um regime de taxa de câmbio fixa. Essa queda é particularmente prejudicial quando o capital pertence às pessoas do país afetado, porque agora não apenas os cidadãos estão sobrecarregados pela perda na economia e na desvalorização de sua moeda, mas seus ativos também perderam muito de seu valor nominal. Isso leva a quedas dramáticas no poder de compra dos ativos do país e faz com que fique cada vez mais caro importar mercadorias e adquirir quaisquer tipos de equipamentos estrangeiros, por exemplo, equipamentos médicos.

## Discussão
Países com economias baseadas em recursos naturais experienciam a maior fuga de capitais. Uma visão clássica da fuga de capitais é a de que é a especulação monetária que conduz os movimentos transnacionais dos fundos privados, que são suficientemente significativos para afetar os mercados financeiros. A presença da fuga de capitais geralmente indica a necessidade de reformas políticas.
No livro La dette odieuse de l'Afrique (A Odiosa Dívida da África), Léonce Ndikumana e James K. Boyce argumentam que mais de 65% das dívidas contraídas pela África nem sequer entram em países africanos, mas permanecem em contas de bancos privados em paraísos fiscais do mundo todo. Ndikumana and Boyce estimam que de 1970 a 2008, a fuga de capitais de 33 países subsaarianos totalizavam $700 bilhões. Um documento publicado pela Global Financial Integrity em 2008 estimava que a fuga de capitais, também chamada de fluxos financeiros ilícitos, que estava "fora dos países em desenvolvimento são de cerca de $850 bilhões a $1 trilhão por ano".

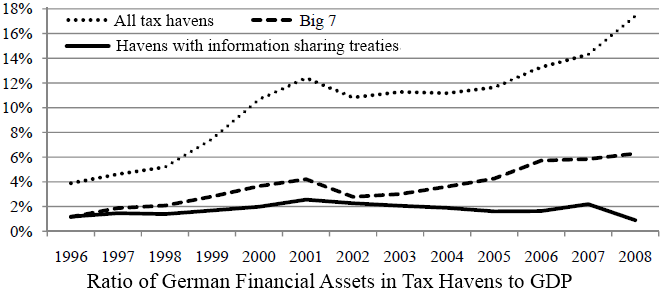
Proporção de ativos alemães em paraísos fiscais em relação ao PIB da Alemanha. Os "Big 7" (sete maiores) que aparecem são Hong Kong, Irlanda, Líbano, Libéria, Panamá, Singapura e Suíça.

A fuga de capitais também ocorre para sonegar impostos. Em ambos os casos, o fluxo tende a ir em direção aos paraísos fiscais.

### Legalidade
A fuga de capitais pode ser legal ou ilegal dependendo da legislação interna de cada país. A fuga de capitais legal é registrada nos livros da entidade ou do indivíduo fazendo a transferência, e os ganhos sobre os juros, dividendos e do capital realizado normalmente retornam ao país de origem. A fuga de capitais ilegal, também conhecida como fluxos financeiros ilícitos, é projetada para desaparecer de qualquer registro no país de origem, e os ganhos em ações da fuga de capitais ilegal fora de um país geralmente não retornam ao país de origem. Na balança de pagamentos de uma nação fica indicado como falta de dinheiro.

## Exemplos Confirmados
Em 1995, o Fundo Monetário Internacional (FMI) estimou que a fuga de capitais equivalia a aproximadamente metade das dívidas externas mais significativas dos principais países endividados do mundo.
A fuga de capitais foi vista em alguns dos mercados asiáticos e latino-americanos nos anos de 1990. Talvez o mais consequente destes foi a crise financeira asiática de 1997, que começou na Tailândia e se espalhou por boa parte da Ásia Oriental a partir de Julho de 1997, aumentando os temores de um colapso econômico mundial por conta de contágio financeiro.
A grande depressão argentina de 1998 a 2002, em 2001 foi em parte o resultado da massiva fuga de capitais, induzida por temores de que a Argentina ficaria em incumprimento de sua dívida externa (a situação ficou pior pelo fato de que a Argentina tinha uma taxa de câmbio artificialmente fixada e era dependente de grandes níveis de reserva monetária). Isso também foi visto na Venezuela no início dos anos 1980, com o total de sua receita de exportação saindo através da fuga de capitais.
No último quarto do século 20, foi observada a fuga de capitais de países que oferecem taxas de juros reais baixas ou negativas (como Rússia e Argentina) para países que oferecem taxas de juros reais mais altas (como a República Popular da China).
Um artigo de 2006 do jornal The Washington Post trouxe diversos exemplos de capital privado saindo da França como resposta ao imposto sobre a fortuna do país. O artigo também enunciou "Eric Pinchet, autor de um guia sobre impostos da França, estima que a taxação de fortunas no país arrecada ao governo cerca de $2.6 bilhões por ano, mas custou ao país mais de $125 bilhões em fuga de capitais desde 1998".
Um artigo de 2009 do jornal britânico The Times reportou que as fortunas de centenas de financiadores e empreendedores tinham recentemente abandonado a Inglaterra, Gales e Escócia em resposta ao recente aumento dos impostos, tendo se realocado para destinos de baixas taxações como Jersey, Guernsey, Ilha de Man e as Ilhas Virgens Britânicas.
Em Maio de 2012 o balanço da fuga de capitais da Grécia na sequência da primeira eleição legislativa "indecisa" foi estimado em €4 bilhões por semana, e mais tarde naquele mês o Banco Central da Espanha revelou uma fuga de capitais de €97 bilhões da economia espanhola no primeiro trimestre de 2012.
Nas vésperas do referendo britânico para a saída da União Europeia (Brexit) houve uma saída de capital líquida de £77 bilhões nos dois trimestres precedentes, £65 bilhões no trimestre imediatamente anterior ao referendo e £59 bilhões em Março, quando a campanha para o referendo teve início. Isso corresponde à quantia de £2 bilhões dos seis meses equivalentes do ano anterior.